# ستیلا
ستیلا (به سوئدی: Sätila) یک منطقهٔ مسکونی در سوئد است که در بخش مارچ در شهرستان وسترا یوتلاند واقع شده‌است. ستیلا ۱٫۰۸ کیلومتر مربع مساحت و ۱٬۰۵۹ نفر جمعیت دارد.